# Frank Günther

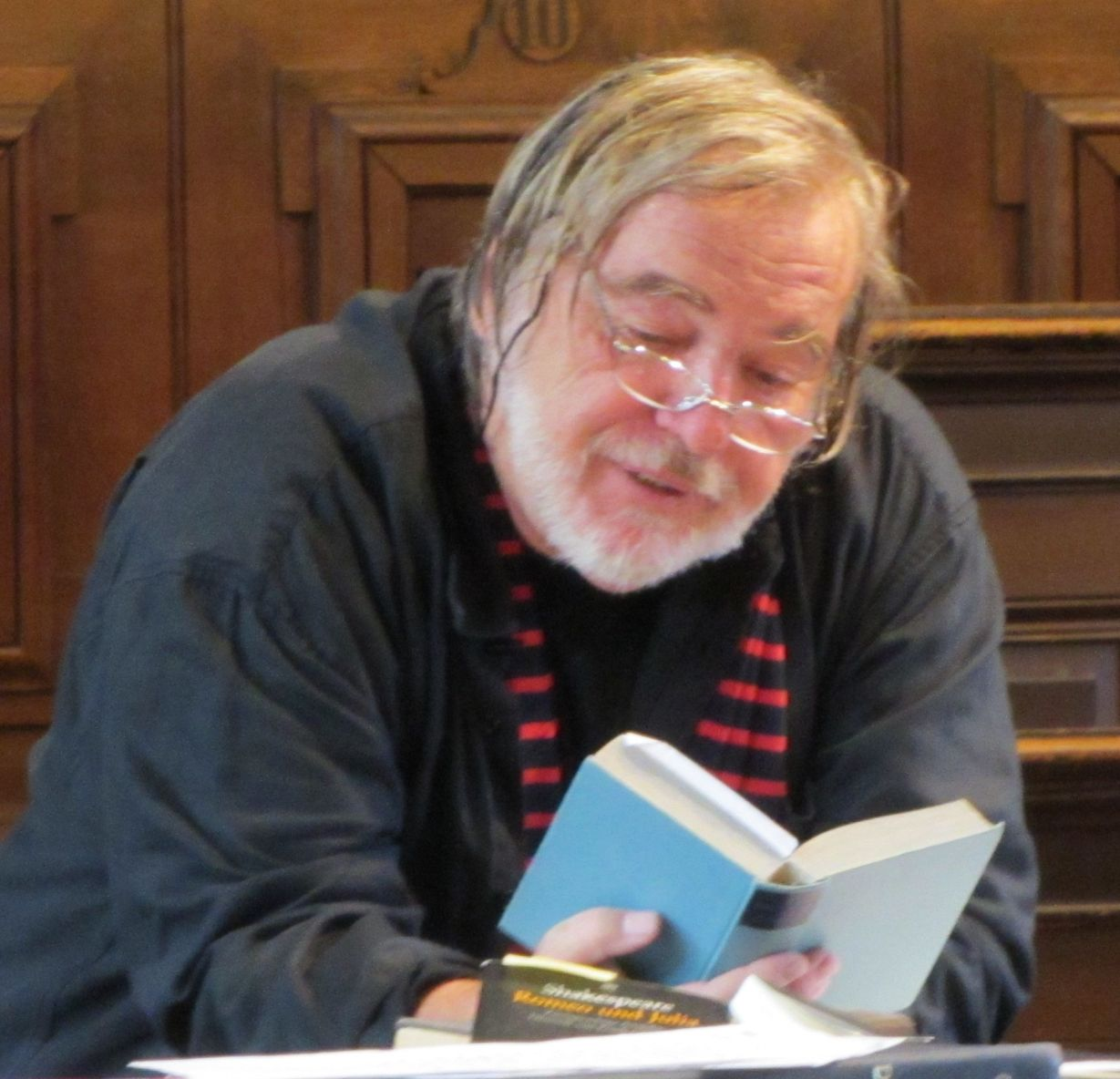
Frank Günther (2013)

Frank Günther (* 2. Oktober 1947 in Freiburg im Breisgau; † 15. Oktober 2020 in Ulm) war ein deutscher Übersetzer.

## Leben
Frank Günther wuchs in Wiesbaden auf. Nach einem Studium der Anglistik, Germanistik und Theatergeschichte in Mainz und Bochum war er bis 1974 als freiberuflicher Regieassistent und Regisseur an mehreren Theatern tätig. Bereits während seiner Theatertätigkeit übersetzte er neue und alte dramatische Werke ins Deutsche. Ab den 1970er Jahren übersetzte er das Gesamtwerk von William Shakespeare; 2017 erschien mit Perikles, Prinz von Tyrus die Übersetzung des letzten der 37 Dramen. 2001 erhielt Günther den Christoph-Martin-Wieland-Preis für Übersetzer, der nach dem ersten deutschen Shakespeare-Übersetzer Wieland benannt ist, 2006 den Heinrich Maria Ledig-Rowohlt-Preis. Im Wintersemester 2007/08 hatte er eine Gastprofessur für Übersetzung an der Freien Universität Berlin. 2011 wurde Günther mit dem Johann-Heinrich-Voß-Preis für Übersetzung der Deutschen Akademie für Sprache und Dichtung ausgezeichnet.  Er war Mitglied im PEN-Zentrum Deutschland. Günther lebte im oberschwäbischen Rot an der Rot. Er starb im Oktober 2020 im Alter von 73 Jahren.

## Werke
2014 erschienen anlässlich des 450. Geburtstags Shakespeares zwei Bücher Günthers: Unser Shakespeare. Einblicke in Shakespeares fremd-verwandte Zeiten sowie die zweisprachige Zitatensammlung Shakespeares Wort-Schätze.  2016 erschien seine Übersetzung von The Booke of Sir Thomas Moore unter dem Titel Die Fremden. Für mehr Mitgefühl. Dieses Fragment einer dramatischen Szene gilt als das einzige erhaltene handschriftliche Manuskript Shakespeares.